# スーパーボウルのハーフタイムショー

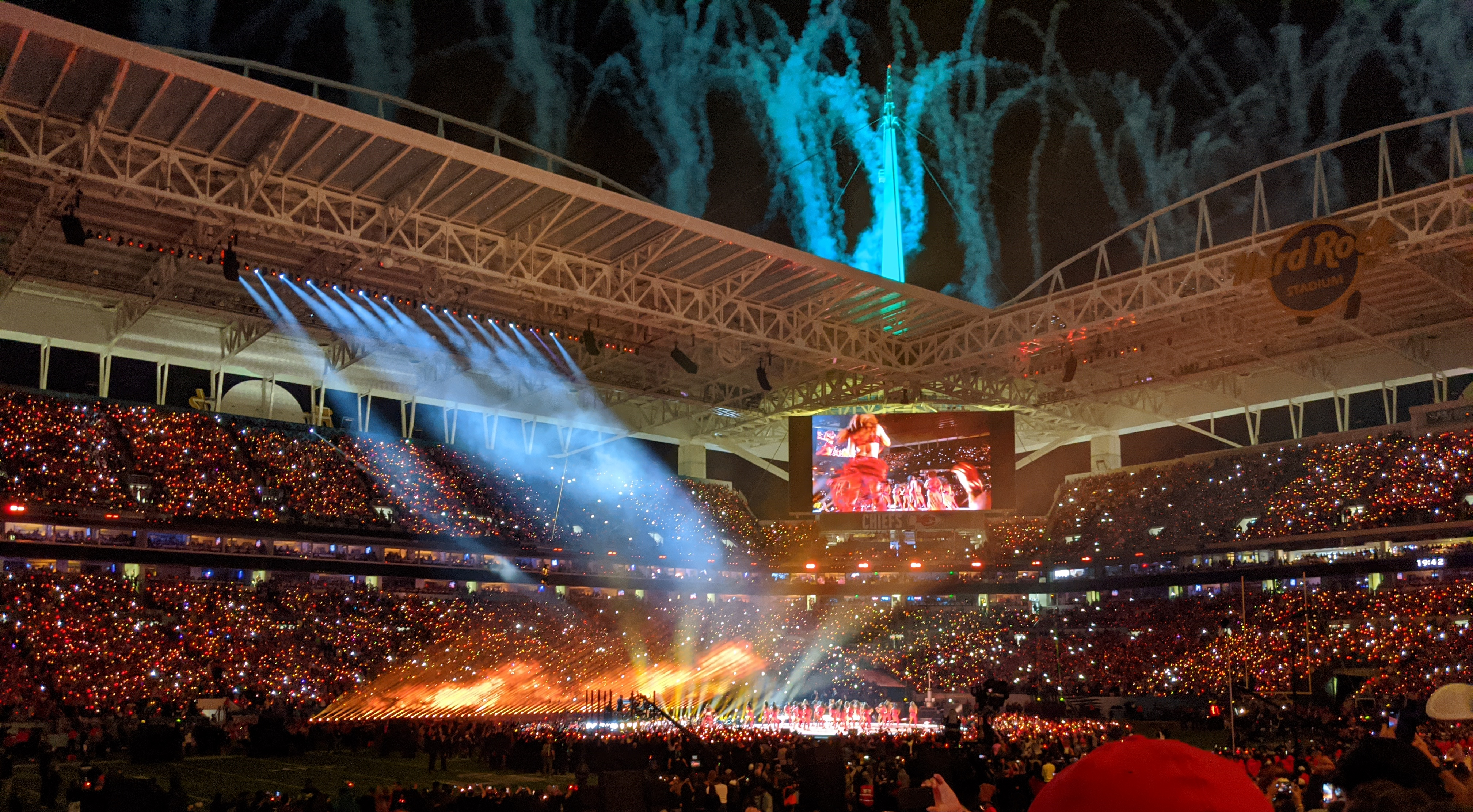
ハーフタイムショーの様子

スーパーボウルのハーフタイムショー(英語: Super Bowl halftime show)は、NFLのリーグ優勝決定戦であるスーパーボウルで行われるハーフタイムショーである。試合同様、高い関心を持って注目されるイベントであり、アメリカ国内外からのテレビ視聴者等の獲得においても重要な役割を果たしている。1993年のマイケル・ジャクソン出演以降は、毎年有名歌手等によるミニコンサートが開催される。2013年から2022年までは、ペプシコーラがハーフタイムショーの公式スポンサーとなっていたが、2023年からはアップルミュージックが公式スポンサーを務めることとなった。
2005年のハーフタイムショーを任されたポール・マッカートニーが「スーパーボウルでライブを頼まれるほど名誉なことはない。」と声明を発表するなど、世界的アーティストにとっても非常に権威のある舞台となっている。

## 概要
1993年に行われた第27回スーパーボウルにマイケル・ジャクソンが出演して以来、有名アーティストによるミニコンサートが行われる。毎年出演するアーティストに注目が集まるのはもちろん、巨大なステージや豪華な演出にも注目が集まる。ヘッドライナーと、スペシャルゲストとして呼ぶ他のアーティストとの共演も見どころである。
最近では何らかの放送事故が起き、それにより賠償騒ぎが起こる例がある（2004年のジャスティン・ティンバーレイクによるジャネット・ジャクソンの胸露出、2012年のM.I.A.の不適切なジェスチャーなど）。そのため、生放送での放送事故を防ぐため、遅延送出システムにより数秒間遅れで放送されることとなっている。
ハーフタイムショーに関しては、「ハーフタイムに視聴者が一斉にトイレを使うことで上下水道に一気に負荷がかかり、水道管破裂等の問題が起きるのを防ぐために行われている」という都市伝説まで存在する。「1984年にソルトレイクシティで実際に水道管が破裂した」と具体的に都市名まで挙げられることもあるが、水道管が破裂したのは事実なものの、スーパーボウルと水道管破裂の間に因果関係はないという。

## 背景

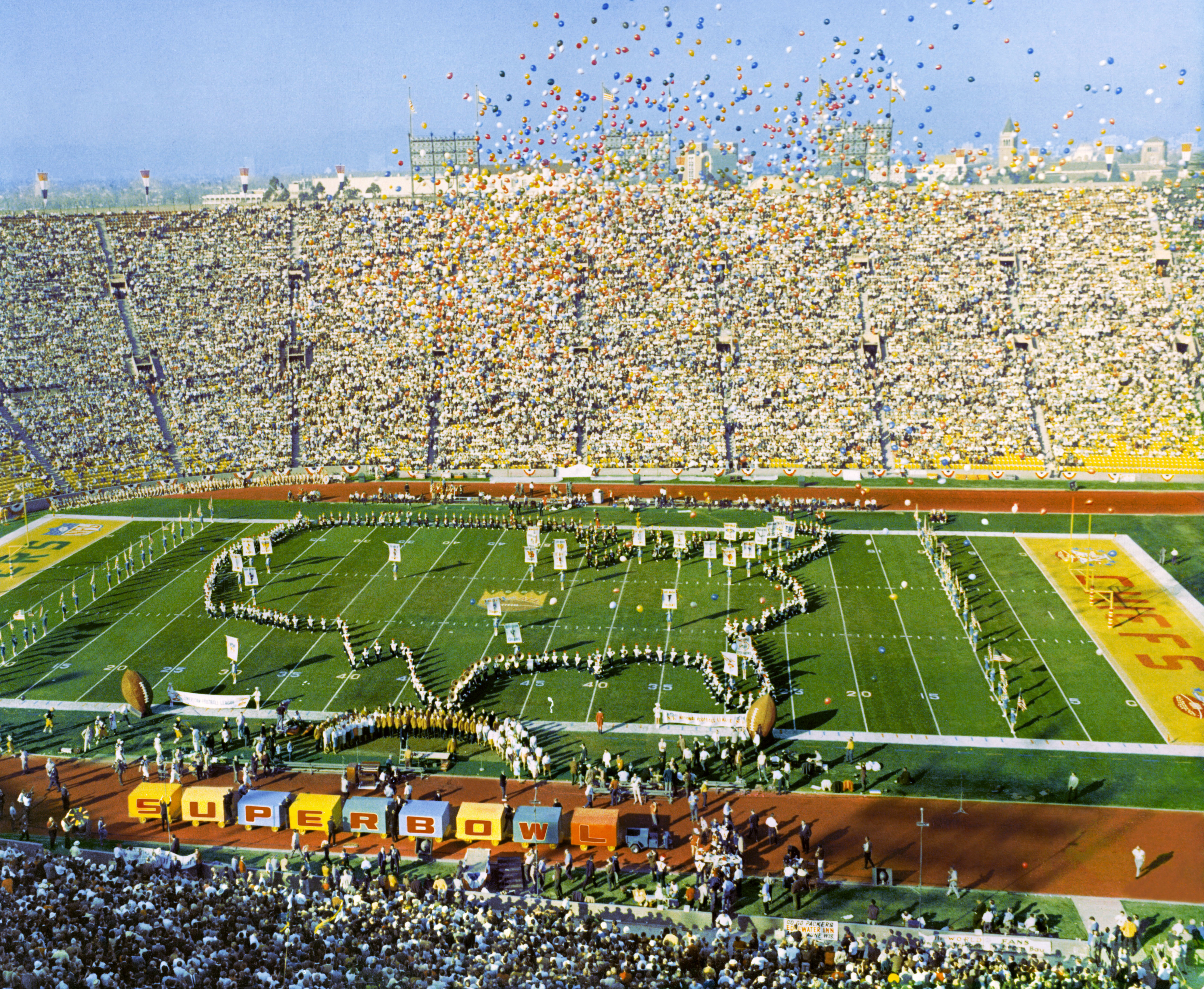
第1回スーパーボウルのハーフタイムショーの様子

スーパーボウルが始まった1967年から約20年間は、ハーフタイムショーには大学のマーチングバンドなどが出演するのみであった。1970年代に入り、ドリームチームやダンサー、カントリーミュージシャンなどのパフォーマンスを交えたショーが行われたが、その注目度は決して高くはなかった。そのため当時のスーパーボウルは、「ハーフタイムショーに入ると視聴率が10%近く落ちる」という問題を抱えていた。これを改善したいNFLサイドが、マイケル・ジャクソンに出演を依頼。マイケル側も当初は難色を示したものの、スーパーボウルが世界中で中継される上に世界各地に駐留しているアメリカ軍関係者にライブで見てもらえることが決め手となり最終的に出演を承諾したという。結果的に、マイケルが出演した1993年の第27回スーパーボウルでは、前半戦の視聴率よりもマイケルのハーフタイムショーの方が高く、大成功を収めた。他にも、ニュー・キッズ・オン・ザ・ブロックやグロリア・エステファンなどの人気アーティストが登場するようになり、このころからハーフタイムショーでのミニコンサートが行われるようになった。
ハーフタイムショーが商業的な意味を持つようになったのは、第32回スーパーボウルからで、この年からショーに企業スポンサーがついた。しかし、ハーフタイムショーに出演するアーティストはノーギャラ（交通費やマネージメント費、技術スタッフ・警備員・家族・友人などの宿泊費などの関係費用はすべて負担している）である。これは、マイケルが出演料を断ったことから続く慣習で、当時NFLから提示されたギャラに対して、マイケルは「夢を見るにはお金はかからないよ」としてギャラを断った（例外として、当該歌手がチャリティー活動等への支援を行っている場合、チャリティーを実施する財団・基金等へ寄付を行う場合はあり、マイケルはNFL側にヒール・ザ・ワールド基金への寄付を条件として提示した）。また別の理由として、ハーフタイムに出演することで莫大な広告効果を得ることができるという面もあり、実際にハーフタイムショー出演後には、アルバムやオンラインミュージックストアでの売り上げが大きく上昇するというデータがある。これらのことから、スーパーボウルのハーフタイムショーに出演することは「成功の証」となっている。

## 歴史

### 2000年代
| 回 | 開催日        | 開催地                                                                  | テーマ                                   | ヘッドライナー | ゲストアーティスト                                                       | プロデューサー                                                  | スポンサー          |
| -- | ------------- | ----------------------------------------------------------------------- | ---------------------------------------- | --- | ------------------------------------------------------------------------ | --------------------------------------------------------------- | ------------------- |
| 34 | 2000年1月30日 | ジョージア・ドーム (ジョージア州アトランタ)                             | タペストリー・オブ・ネイションズ         | - フィル・コリンズ - クリスティーナ・アギレラ - エンリケ・イグレシアス - トニー・ブラクストン - 80-person choir - エドワード・ジェームズ・オルモス (ナレーター) | なし                                                                     | Disney                                                          | イー・トレード      |
| 35 | 2001年1月28日 | レイモンド・ジェームス・スタジアム (フロリダ州タンパ)                   | ザ・キングス・オブ・ロック＆ポップ       | エアロスミス | - イン・シンク - ブリトニー・スピアーズ - メアリー・J. ブライジ - ネリー | MTV                                                             | イー・トレード      |
| 36 | 2002年2月3日  | ルイジアナ・スーパードーム (ルイジアナ州ニューオーリンズ)               | アメリカ同時多発テロ事件の犠牲者への追悼 | U2 | なし                                                                     | ライブネイション                                                | イー・トレード      |
| 37 | 2003年1月26日 | クアルコム・スタジアム (カリフォルニア州サンディエゴ)                   | なし                                     | - シャナイア・トゥエイン - ノー・ダウト | スティング                                                               | - ジミー・ロビン - ジョエル・ガレン                             | AT&T Wireless       |
| 38 | 2004年2月1日  | リライアント・スタジアム (テキサス州ヒューストン)                       | Choose or Lose                           | - ジャネット・ジャクソン - ジェシカ・シンプソン - ショーン・コムズ - ネリー - キッド・ロック - ジャスティン・ティンバーレイク                                   | ヒューストン大学マーチングバンド                                         | MTV                                                             | AOL TopSpeed        |
| 39 | 2005年2月6日  | エバーバンク・フィールド (フロリダ州ジャクソンビル)                     | なし                                     | ポール・マッカートニー | なし                                                                     | ドン・ミッシャー・プロダクション                                | Ameriquest Mortgage |
| 40 | 2006年2月5日  | フォード・フィールド (ミシガン州デトロイト)                             | なし                                     | ローリング・ストーンズ | なし                                                                     | ドン・ミッシャー・プロダクション                                | スプリント          |
| 41 | 2007年2月4日  | ドルフィン・スタジアム (フロリダ州マイアミガーデンズ)                   | なし                                     | プリンス | フロリダA&M大学マーチングバンド                                          | - ドン・ミッシャー・プロダクション - White Cherry Entertainment | ペプシ              |
| 42 | 2008年2月3日  | ユニバーシティ・オブ・フェニックス・スタジアム (アリゾナ州グレンデール) | なし                                     | トム・ペティ&ザ・ハートブレイカーズ | なし                                                                     | - ドン・ミッシャー・プロダクション - White Cherry Entertainment | ブリヂストン        |
| 43 | 2009年2月1日  | レイモンド・ジェームス・スタジアム (フロリダ州タンパ)                   | なし                                     | - ブルース・スプリングスティーン - E Street Band | The Miami Horns                                                          | - ドン・ミッシャー・プロダクション - White Cherry Entertainment | ブリヂストン        |

### 2010年代
| 回 | 開催日       | 開催地                                                                             | ヘッドライナー                 | ゲストアーティスト                                                                    | ディレクター           | プロデューサー             | スポンサー          |
| -- | ------------ | ---------------------------------------------------------------------------------- | ------------------------------ | ------------------------------------------------------------------------------------- | ---------------------- | -------------------------- | ------------------- |
| 44 | 2010年2月7日 | サンライフ・スタジアム (フロリダ州マイアミガーデンズ)                              | ザ・フー                       | なし                                                                                  | ハミッシュ・ハミルトン | White Cherry Entertainment | ブリヂストン        |
| 45 | 2011年2月6日 | カウボーイズ・スタジアム (テキサス州アーリントン)                                  | ブラック・アイド・ピーズ       | - アッシャー - スラッシュ                                                             | ハミッシュ・ハミルトン | リッキー・カーシュナー     | ブリヂストン        |
| 46 | 2012年2月5日 | ルーカス・オイル・スタジアム (インディアナ州インディアナポリス)                    | マドンナ                       | - LMFAO - シルク・ドゥ・ソレイユ - ニッキー・ミナージュ - M.I.A. - シーロー・グリーン | ハミッシュ・ハミルトン | リッキー・カーシュナー     | ブリヂストン        |
| 47 | 2013年2月3日 | メルセデス・ベンツ・スーパードーム (ルイジアナ州ニューオーリンズ)                  | ビヨンセ                       | デスティニーズ・チャイルド                                                            | ハミッシュ・ハミルトン | リッキー・カーシュナー     | ペプシ              |
| 48 | 2014年2月4日 | メットライフ・スタジアム (ニュージャージー州イーストラザフォード)                  | ブルーノ・マーズ               | レッド・ホット・チリ・ペッパーズ                                                      | ハミッシュ・ハミルトン | リッキー・カーシュナー     | ペプシ              |
| 49 | 2015年2月1日 | スタジアム ユニバーシティ・オブ・フェニックス・スタジアム (アリゾナ州グレンデール) | ケイティ・ペリー               | - レニー・クラヴィッツ - ミッシー・エリオット - アリゾナ州立大学マーチングバンド      | ハミッシュ・ハミルトン | リッキー・カーシュナー     | ペプシ              |
| 50 | 2016年2月7日 | リーバイス・スタジアム (カリフォルニア州サンタクララ)                              | コールドプレイ                 | - ビヨンセ - ブルーノ・マーズ - マーク・ロンソン                                      | ハミッシュ・ハミルトン | リッキー・カーシュナー     | ペプシ              |
| 51 | 2017年2月5日 | NRGスタジアム (テキサス州ヒューストン)                                             | レディー・ガガ                 | なし                                                                                  | ハミッシュ・ハミルトン | リッキー・カーシュナー     | ペプシ ゼロシュガー |
| 52 | 2018年2月8日 | USバンク・スタジアム (ミネソタ州ミネアポリス)                                      | ジャスティン・ティンバーレイク | - ザ・テネシー・キッズ - ミネソタ大学ツインシティー校マーチングバンド                 | ハミッシュ・ハミルトン | リッキー・カーシュナー     | ペプシ              |
| 53 | 2019年2月3日 | メルセデス・ベンツ・スタジアム (ジョージア州アトランタ)                            | マルーン5                      | - トラヴィス・スコット - ビッグ・ボーイ                                               | ハミッシュ・ハミルトン | リッキー・カーシュナー     | ペプシ              |

### 2020年代
| 回 | 開催日        | 開催地                                                                      | ヘッドライナー                                                                               | ゲストアーティスト                                                                               | ディレクター           | プロデューサー                                                           | スポンサー  |
| -- | ------------- | --------------------------------------------------------------------------- | -------------------------------------------------------------------------------------------- | ------------------------------------------------------------------------------------------------ | ---------------------- | ------------------------------------------------------------------------ | ----------- |
| 54 | 2020年2月2日  | ハードロック・スタジアム (フロリダ州マイアミガーデンズ)                     | - シャキーラ - ジェニファー・ロペス                                                          | - バッド・バニー - J・バルヴィン                                                                 | ハミッシュ・ハミルトン | - リッキー・カーシュナー - VAMC Studios - ジェイ・Z - ロック・ネイション | ペプシ      |
| 55 | 2021年2月7日  | レイモンド・ジェームス・スタジアム (フロリダ州タンパ)                       | ザ・ウィークエンド                                                                           | なし                                                                                             | ハミッシュ・ハミルトン | - ジェシー・コリンズ - NFLネットワーク - ジェイ・Z - ロック・ネイション  | ペプシ      |
| 56 | 2022年2月13日 | SoFiスタジアム (カリフォルニア州イングルウッド (カリフォルニア州))          | - ドクター・ドレ - スヌープ・ドッグ - エミネム - メアリー・J.ブライジ - ケンドリック・ラマー | 50セント アンダーソン・パーク                                                                    | ハミッシュ・ハミルトン | - ジェシー・コリンズ - NFLネットワーク - ジェイ・Z - ロック・ネイション  | ペプシ      |
| 57 | 2023年2月12日 | ステートファーム・スタジアム (アリゾナ州グレンデール (アリゾナ州))          | リアーナ                                                                                     | なし                                                                                             | ハミッシュ・ハミルトン | - ジェシー・コリンズ - ロック・ネイション                                | Apple Music |
| 58 | 2024年2月11日 | アレジアント・スタジアム (ネバダ州パラダイス (ネバダ州))                    | アッシャー                                                                                   | - H.E.R. - ウィル・アイ・アム - リル・ジョン - リュダクリス - ジャクソン州立大学マーチングバンド | ハミッシュ・ハミルトン | - ジェシー・コリンズ - ロック・ネイション                                | Apple Music |
| 59 | 2025年2月9日  | シーザーズ・スーパードーム （ルイジアナ州ニューオーリンズ（ルイジアナ州）） | ケンドリック・ラマ―                                                                          | SZA DJ MUSTARD                                                                                   | ハミッシュ・ハミルトン |                                                                          | Apple Music |

## 記録
- ケイティ・ペリーが出演した第49回スーパーボウルハーフタイムショーは、テレビ放送で最も視聴されたハーフタイムショーである[10]。
- シャキーラとジェニファー・ロペスが出演した第54回スーパーボウルハーフタイムショーは、YouTube上で最も視聴されたハーフタイムショーである[11]。